# ちいさなぼくへ
「ちいさなぼくへ」は、日本のシンガーソングライター・柴田淳の9作目のシングル。2004年11月25日にDreamusicから発売された。

## 概要
- 表題曲「ちいさなぼくへ」は、4thアルバム『わたし』と、1stベストアルバム『Single Collection』にも収録されている。
- カップリングの「光」は、翌々年発売された2ndベストアルバム『しば裏』に収録された。
- プロデューサーは瀬尾一三が担当している。
- 今作で、自身初となるPVの監督に挑戦している。

## 収録曲
1. ちいさなぼくへ[5:46]
作詞・作曲：柴田淳、編曲：瀬尾一三
2. 光 [6:32]
作詞・作曲：柴田淳、編曲：柴田淳・坂本昌之

## 収録アルバム
| 曲名           | 収録アルバム                                 |
| -------------- | -------------------------------------------- |
| ちいさなぼくへ | オリジナル『わたし』（2005年3月30日）        |
| ちいさなぼくへ | ベスト『Single Collection』（2005年9月21日） |
| 光             | ベスト『しば裏』（2007年3月14日）            |